# Ruđer Bošković
Ruđer Josip Bošković (italsky Ruggero Giuseppe Boscovich, též psán Roger či Ruder Boškovič apod., 18. května 1711, Dubrovník – 13. února 1787, Milán) byl fyzik, astronom, matematik, filozof, teolog, diplomat, básník a jezuita narozený na území dnešního Chorvatska. Výrazně ovlivnil vývoj přírodních věd, především svou teorií atomů, metodikou výpočtu oběžné dráhy planet a objevem neexistence atmosféry na Měsíci z roku 1753.
Pro Chorvaty je jednou z největších historických osobností, v anketě Největší Chorvat z roku 2003 obsadil třetí místo. Zároveň je však Bošković zařazován do srbského či italského národního kontextu – Italové argumentují, že Boskovičova matka pocházela z italské rodiny a on sám měl italštinu jako první jazyk, neboť Dubrovník byl v době Boskovičova narození pod silným italským vlivem (svá díla psal ovšem latinsky, jako většina vzdělanců té doby). Jeho otec Nikola byl Srb, a proto ho Srbská akademie věd roku 1993 zařadila mezi 100 nejvýznamnějších Srbů historie.

## Život
Narodil se 18. května 1711 v Dubrovniku v Republice Ragusa. Jeho otec Nikola byl srbský obchodník, jeho matka Paola italská šlechtična (dožila se 103 let). Ruđer měl šest sourozenců, čtyři bratry a dvě sestry, byl z nich druhým nejmladším.
Mladý Ruđer Boškovič se naučil číst ve věku 9 let, poté začal navštěvovat místní jezuitskou školu a zde byl brzy rozpoznán jeho talent. Získal si reputaci velmi inteligentního a nadaného studenta. Proto ve věku 14 let odešel do Říma, kde pobýval většinu svého života. V roce 1731 vstoupil jako novic do Jezuitského řádu a ve stejné době začal studovat matematiku a fyziku. Jeho pokrok byl tak markantní, že byl roku 1740 jmenován profesorem na univerzitě v Římě. Na tomto postu se začal seznamovat s moderními vědeckými poznatky, ale i s klasickou řeckou geometrií a mimo jiné určil dobu rotace Slunce podle pozorování slunečních skvrn.
Na univerzitě v Římě se však proslavil nejen jako vynikající vědec, nýbrž i jako vedoucí mnoha disertačních prací. Pod jeho vedením byly obhájeny například práce na témata: přechod Merkuru přes Slunce, severní polární záře, pozorování hvězd, hranice jistoty v astronomických pozorováních, teorie komet, teorie přílivu a odlivu, aplikace matematiky v teorii dalekohledu nebo problémy sférické trigonometrie.
V roce 1742 zvítězil jeho návrh na opravu kopule Baziliky svatého Petra, v níž byla objevena trhlina. Papež Benedikt XIV. tak nechal do kopule umístit několik soustředných železných pásů pro udržení stability konstrukce. O dva roky později byl vysvěcen římsko-katolickým knězem.
Roku 1745 vydal práci v níž se snažil najít střední cestu mezi Newtonovou teorií gravitace a Leibnizovou představou monád. Dospěl k závěru, že více než jeden bod nemůže zabírat stejné místo v prostoru. Z tohoto tvrzení pak rozvinul první moderní teorii atomů.
O dva roky později navštívil Dubrovnik, své rodné město, a už nikdy se tam nevrátil. Krátce nato měl odjet do Brazílie provádět zeměpisná měření, papež ho však přesvědčil, aby zůstal a tato měření provedl v Itálii. To se také stalo, dva roky konal měření v oblasti mezi Římem a Rimini. Roku 1755 o tom vydal knihu.
Proslul i jako vynikající diplomat. Řešil například spory o odvodnění jezera v Toskánsku, působil jako diplomat i ve Vídni. Zde v roce 1758 také vydal své nejslavnější dílo "Philosophiæ Naturalis theoria redacta ad Unicam legem virium in natura existentium" obsahující jeho teorii atomů a teorii fyzikálních sil. Později působil jako diplomat v Londýně a byl tam i zvolen členem Královské akademie věd.
V roce 1761 pozoroval přechod Venuše přes sluneční disk. Poté cestoval přes Osmanskou říši, Polsko a Bulharsko do Ruska, kde byl také zvolen členem tamní akademie věd. Krátce nato se vrátil do Itálie a navštívil Kraňsko, kde navázal kontakty s tamními jezuity, kteří zařadili jeho myšlenky do svých vzdělávacích programů. Boškovicovy teorie ovlivnily řadu tehdejších významných fyziků, například Scherffera, Grubera nebo Vegu.
Roku 1764 odešel z univerzity v Římě na univerzitu v Pavii. Současně zastával šest let také post ředitele astronomické observatoře v Miláně. Byl pozván na britskou výpravu do Kalifornie za pozorováním dalšího přechodu Venuše přes Slunce, avšak španělská vláda krátce předtím vykázala jezuity ze svých kolonií, k jeho odjezdu tedy nedošlo. V této době Boškovic často měnil svá bydliště, měl řadu nepřátel. Roku 1773 byl odvolán z funkcí v Itálii, uchýlil se tedy do Francie a tady byl jmenován hlavním optikem námořnictva. Ve Francii zůstal 10 let, pokračoval zde ve vědecké práci a publikoval řadu děl, mimo jiné způsob jak určit dráhu komety nebo jiného nebeského tělesa z tří nezávislých pozorování a vylepšil konstrukci dalekohledů.
V roce 1783 se vrátil do Itálie, kde publikoval 5 svazků o astronomii. Několik měsíců strávil v klášteře a snažil se dále pracovat. Nicméně v této době byl již nemocen, navíc jeho díla neměla úspěch, jaký by si přál. Zemřel 13. února 1787 ve věku 75 let.

## Dílo
- De maculis solaribus (1736)

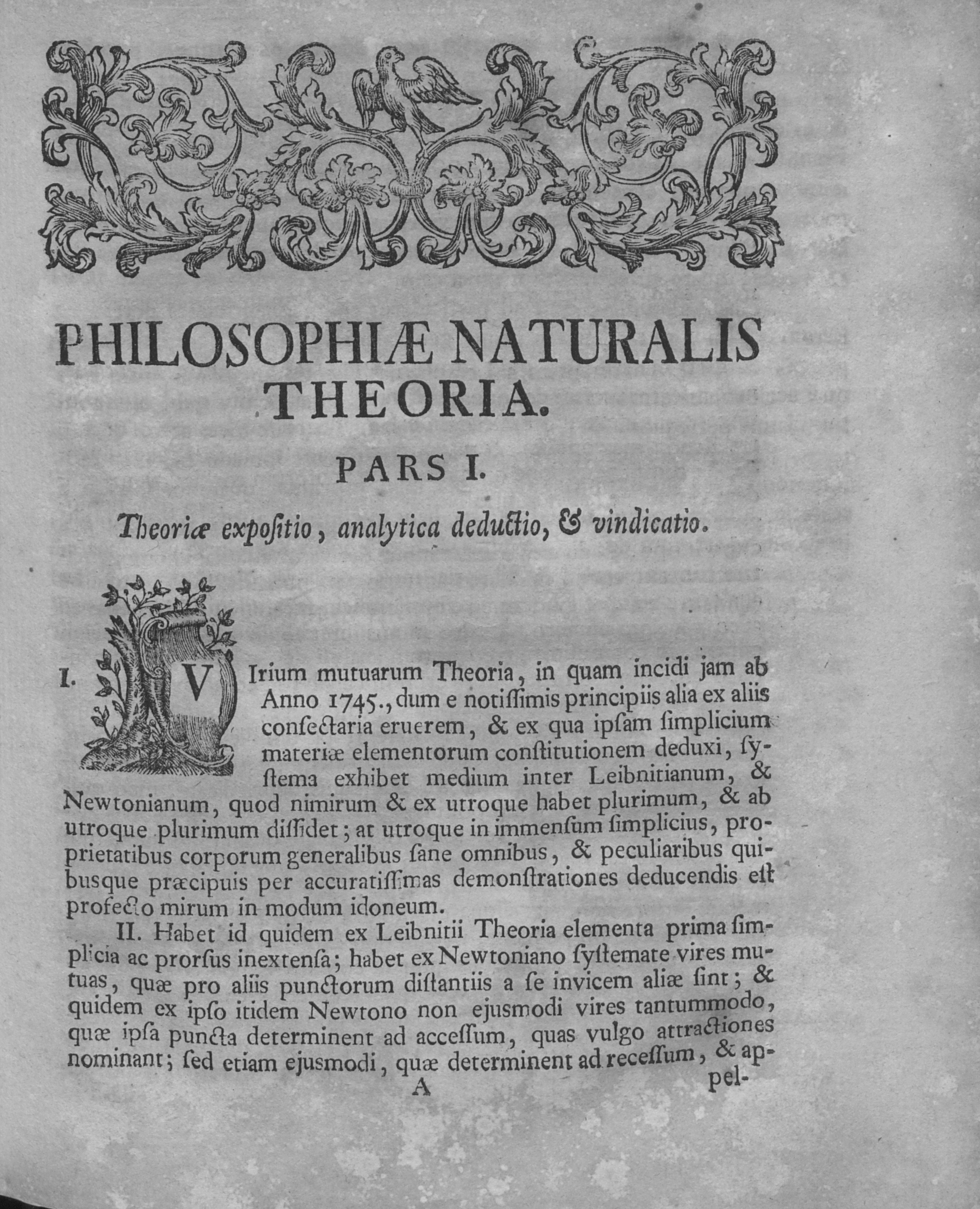
Philosophiae naturalis theoria, 1758

- De maculis solaribus exercitatio astronomica (1736)
- De Mercurii novissimo infra Solem transitu (1737)
- Trigonometriae sphaericae constructio (1737)
- De aurora boreali (1738)
- De novo telescopii usu ad objecta coelestia determinanda (1739)
- De veterum argumentis pro telluris sphaericitate (1739)
- Dissertatio de telluris figura (1739)
- De Circulis osculatoribus, Dissertatio (1740)
- De motu corporum projectorum in spatio non resistente (1741)
- De inaequalitate gravitatis in diversis terrae locis (1741)
- De natura et usu infinitorum et infinite parvorum (1741)
- De annusi fixarum aberrationibus (1742)
- De observationibus astronomicis et quo pertingat earundem certitudo (1742)
- Disquisitio in universam astronomiam (1742)
- Parere di tre Matematici sopra i danni che si sono trovati nella Cupola di S. Pietro (1742)
- De motu corporis attracti in centrum immobile viribus decrescentibus in ratione distantiarum reciproca duplicata in spatiis non resistentibus (1743)
- Riflessioni de' Padri Tommaso Le Seur, Francesco Jacquier de el' Ordine de' Minimi, e Ruggiero Giuseppe Boscovich della Compagnia di Gesù Sopra alcune difficoltà spettanti i danni, e Risarcimenti della Cupola Di S. Pietro (1743)
- Nova methodus adhibendi phasium observationes in eclipsibus lunaribus ad exercendam geometriam et promovendam astronomiam (1744)
- De cycloide et logistica (1745)
- De Viribus Vivis (1745)
- Trigonometria sphaerica (1745)
- De cometis (1746)
- Dissertatio de maris aestu (1747)
- Dissertatio de lumine, 1–2 (1748/1749)
- De determinanda orbita planetae ope catoptricae ex datis vi celeritate & directione motus in dato puncto (1749) (
- Sopra il Turbine che la notte tra gli XI e XII giugno del MDCCXLIX danneggio una gran parte di Roma (1749)
- De centrogravitatis (1751)
- Elementorum matheseos ad usum studiosae juventutis (1752)
- De lunae atmosphaera (1753)
- De continuitatis lege et eius consectariis pertinentibus ad prima materiae elementa eorumque vires dissertatio (1754)
- Elementorium universae matheseos, 1–3 (1757)
- De lege virium in natura existentium (1755)
- De lentibus et telescopiis dioptricis disertatio (1755)
- De inaequalitatibus quas Saturnus et Jupiter sibi mutuo videntur inducere praesertim circa tempus conjunctionis (1756)
- Theoria philosophiae naturalis (1758)
- De Solis ac Lunae defectibus libri (1760)
- Scrittura sulli danni osservati nell' edificio della Biblioteca Cesarea di Vienna, e loro riparazione (1763)
- Memorie sopra il Porti di Rimini (1765)
- Sentimento sulla solidità della nuova Guglia del Duomo di Milano (1765)
- dissertationes quinque ad dioptricam pertinentes (1767)
- Voyage astronomique et geographique (1770)
- Memorie sulli cannocchiali diottrici (1771)
- Journal d'un voyage de Constantinopole en Pologne (1772)
- Sullo sbocco dell'Adige in Mare (1779)
- Riflessioni sulla relazione del Sig. Abate Ximenes appartenente al Progetto di un nuovo Ozzeri nello Stato Lucchese (1782)
- Giornale di un viaggio da Constantinopoli in Polonia dell'abate Ruggiero Giuseppe Boscovich, con una sua relazione delle rovine di Troia (1784)
- Opera pertinentia ad opticam et astronomiam, 1–5 (1785)
- Sui danni del Porto di Savona, loro cagioni e rimedi (1771)
- Lettere a Giovan Stefano Conti (1780)